# Le Testament du docteur Cordelier
Pour plus de détails, voir Fiche technique et Distribution.
Le Testament du docteur Cordelier est un téléfilm français réalisé par Jean Renoir, diffusé sur RTF Télévision le 16 novembre 1961, et sorti en salles le lendemain. Il s'agit d'une adaptation non officielle de l'histoire du docteur Jekyll.

## Synopsis
Maitre Joly, notaire, reçoit le testament du docteur Cordelier, un célèbre psychiatre, qui désigne comme héritier l'un de ses patients, un certain Opale. Ce dernier se révèle être un dangereux maniaque, qui commet des agressions gratuites.
La police mène bientôt l'enquête sur les méfaits d'Opale, qui se rend coupable d'un meurtre. Joly tente lui aussi d'en savoir plus sur les liens entre Opale et Cordelier. Ce dernier donne rendez-vous au docteur Séverin, un de ses collègues psychiatre qui conteste ses théories, pour lui faire une démonstration de ses découvertes. Opale se rend également au rendez-vous. La police tente d'intercepter Opale au cabinet de Séverin avant l'arrivée de Cordelier mais, une fois arrivés, ils ne trouvent que Cordelier. Séverin est quant à lui mort d'une attaque. 
Un soir, Joly est alerté par les domestiques de Cordelier qui ont entendu le docteur pousser des hurlements dans son laboratoire. Arrivé chez Cordelier, Joly trouve Opale, qui lui révèle la vérité : lui et Cordelier ne font qu'un. Tourmenté par des pulsions de luxure et de sadisme, le respectable docteur Cordelier s'est lancé dans des recherches sur le mal et mis au point une potion qui lui permet de se prendre une autre apparence pour vivre ses mauvais penchants. Mais à force de transformations, Opale ne peut plus redevenir Cordelier : la dose de potion nécessaire est devenue si abondante qu'elle le tuerait. Joly tente de convaincre Opale de se rendre, mais Opale préfère s'empoisonner en buvant la potion. Une fois mort, Opale reprend l'apparence de Cordelier. 

## Fiche technique
- Titre : Le Testament du docteur Cordelier
- Réalisation : Jean Renoir
- Scénario et dialogues : Jean Renoir (d'après le roman de Robert Louis Stevenson L'Étrange Cas du docteur Jekyll et de M. Hyde, non cité au générique)
- Assistants réalisateurs :  Philippe Collin, Jean-Pierre Spiero (stagiaire), Maurice Beuchey, Alain Blancel, Heidy Naka
- Collaborateur technique : Yves-André Hubert
- Collaborateur artistique : Jean Serge
- Images : Georges Leclerc
- Cadreurs : Jean Graglia, Pierre Guéguen, Bernard Giraux, Pierre Lebon, Gilbert Perrot-Minot, Arthur Raymondo, Gilbert Sandoz
- Décors : Marcel-Louis Dieulot
- Son : Joseph Richard
- Costumes : Monique Dunant
- Montage : Renée Lichtig, assistée de Maryse Barbut et Françoise London
- Musique : Joseph Kosma ; orchestre sous la direction de Serge Baudo
- Affiche : Yves Thos
- Pays d'origine :  France
- Production : RTF, Sofirad, Compagnie Jean Renoir
- Tourné par la Radiodiffusion-télévision française, en janvier 1959 (pendant une dizaine de jours) dans les studios R.T.F (rue Carducci) et les extérieurs à Paris (Montmartre et avenue Paul Doumer) et Marnes-la-Coquette
- Distribution : Consortium Pathé
- Format : Noir et blanc — 35 mm — 1,37:1 — Son : Mono
- Durée : 95 minutes
- Diffusion à la télévision : 16 novembre 1961
- Sortie en salles (Paris) : 17 novembre 1961[1]
- Genre : Drame / fantastique

## Distribution
- Jean-Louis Barrault : le docteur Cordelier / Opale
- Teddy Bilis : Maître Joly, le notaire et ami de Cordelier
- Michel Vitold : le docteur Lucien Séverin, le psychanalyste
- Micheline Gary : Marguerite, l'assistante de Séverin
- Jean Topart : Désiré, le majordome de Cordelier
- Gaston Modot : Blaise, le jardinier de Cordelier
- Didier d'Yd : Georges, le chauffeur de Cordelier
- Sylviane Margollé : la fillette agressée par Opale
- Dominique Dangon : la mère de la fillette
- Jean Bertho : un passant lors de l'agression de la fillette
- Jacques Ciron : un autre passant lors de l'agression
- Émile Genevois : M. Meunier, un voisin
- Annick Allières : une voisine
- Raymond Jourdan : l'infirme agressé par Opale
- Jaque Catelain : l'ambassadeur à la réception
- Régine Blaess : la femme de l'ambassadeur
- Jacques Dannoville : le commissaire Lardaut
- André Certes : l'inspecteur Salbris
- Jean-Pierre Granval : le patron de l'hôtel de passe
- Ghislaine Dumont : Suzy, la fille maltraitée par Opale
- Jacqueline Morane : Alberte, la fille qui réconforte Suzy
- Céline Sales : la fille qui frappe à la porte de Suzy
- Madeleine Marion : Juliette
- Jacqueline Frot : Camille
- Monique Theffo : Annie
- Claudie Bourlon : Lise, la bonne allemande de Cordelier
- Raymone : Mme des Essarts, une patiente de Cordelier
- Françoise Boyer : Françoise, une patiente de Cordelier
- Marcel Rouzé : le facteur
- Henri Guegan : un gendarme sur le toit
- Primerose Perret : Mary, la bonne de Séverin
- Jean Degrave : Bastien, le domestique de Maître Joly
- Bernard Fresson : un extra
- Jean Renoir : lui-même, en introduction du film (avec également Renée Lichtig, Georges Leclerc et quelques techniciens de la RTF)

## Autour du film

### Un projet novateur mais controversé
Le Testament du docteur Cordelier est conçu à la fois comme une expérimentation des rapports entre cinéma et télévision et comme une opération de prestige pour la Radiodiffusion-télévision française, qui met ses moyens à la disposition de Jean Renoir, l'un des grands noms du cinéma français. Le réalisateur vise quant à lui à mettre au service du cinéma les techniques de la télévision, afin de pouvoir produire dans des conditions économiques plus avantageuses, et à prouver dans le même temps que le grand et le petit écran, réputés antagonistes, peuvent travailler de concert. Le film, prévu pour être diffusé simultanément en salles et à la télévision, bénéficie d'un budget très supérieur à celui des productions télévisuelles françaises de l'époque : il s'agit de l'une des « dramatiques » les plus onéreuses de la RTF, bien que son budget soit cinq fois inférieur à la moyenne du coût des longs-métrages de cinéma français. 
Bénéficiant d'abord d'échos favorables dans la presse, le projet suscite bientôt l'hostilité des professionnels du cinéma comme de ceux de la télévision, qui voient à l'époque d'un mauvais œil ce mélange des genres. Les milieux du cinéma, qui se méfient alors de la concurrence de la télévision, appellent les distributeurs à boycotter le film de Renoir, auquel ils reprochent en outre d'avoir — via la télévision publique — bénéficié des fonds de l'État. Les syndicats des professionnels de la télévision protestent de leur côté contre le fait que des techniciens de la RTF soient employés sur un film prévu pour être projeté sur le grand écran, alors même qu'ils sont beaucoup moins bien payés que leurs collègues du cinéma. Les milieux syndicaux proches du Parti communiste, en particulier, dénoncent une réalisation qui risque de pousser à « rogner sur les devis » dans les milieux de l'audiovisuel et de mettre en péril les accords salariaux. La distribution prévue pour le film, qui constitue une première en France, comporte également un problème juridique car la législation française interdit à l'époque à la télévision de diffuser un long-métrage de cinéma vieux de moins de cinq ans. Le film est projeté à la Mostra de Venise 1959, où il ne soulève guère l'enthousiasme des journalistes.

### Une sortie retardée
Face aux multiples oppositions dont il fait l'objet, Le Testament du docteur Cordelier est mis « au placard », et doit attendre plus de deux ans après son tournage pour être montré à un large public. Dans le courant de l'année 1961, il est distribué au cinéma en Suisse et en Italie ; à partir du mois de juin, on peut le voir en France dans des salles de province. Ce n'est finalement qu'en novembre 1961 qu'il est enfin montré à la télévision (à grand renfort de publicité, ce qui suscite l'agacement de certains journaux). Le lendemain de sa diffusion sur le petit écran, il sort au cinéma à Paris, en exclusivité au Georges V. L'exploitation en salles du Testament du docteur Cordelier, qui avait valeur de test pour les collaborations entre cinéma et télévision, est finalement un échec commercial.

### Accueil critique
Lors de sa sortie, après deux ans d'attente, Le Testament du docteur Cordelier suscite la déception de la majorité des critiques français. Jean de Baroncelli, dans Le Monde, se dit consterné par « la puérilité de l'histoire, la banalité de la mise en scène, l'incroyable médiocrité de l'interprétation », et se désole de n'y avoir rien retrouvé du talent de Jean Renoir. À l'inverse, le film est défendu par les Cahiers du cinéma, dans lesquels Claude Beylie écrit : « Le Testament du docteur Cordelier est-il le chef-d'œuvre de Jean Renoir ? J'en jurerais presque. C'est en tout cas son film le plus émouvant, le plus simple, le plus économe de moyens, le plus profond, le plus insolite, le plus neuf, et qui nous conte, en toute familiarité, la plus passionnante des aventures : celle d'un homme écartelé, jusqu'à son dernier souffle, entre deux aspirations antagonistes, deux démons irréconciliables que sont Nature et Société. Admirons que cet homme ait su conserver la plénitude de sa jeunesse jusqu'aux portes de son agonie. »